# RANDライセンス
RANDライセンス は、標準化プロセスでよく使用されるライセンス方式の一種である。RANDはReasonable And Non-Discriminatory（妥当で差別のない）の略。FRANDライセンス （FRANDはFair, Reasonable And Non-Discriminatory（公平、妥当かつ差別のないライセンス）とも呼ばれる。

## 概要
一般に標準化団体に加盟する際、企業は標準規格の基礎となる技術について特許を得た場合、その標準規格を通しての特許使用を許諾し、「妥当な」特許料を徴収する権利を有するという条項（RAND条項）を含む契約を結ぶ。このような条件でのライセンスはRANDライセンスと呼ばれ、同じ市場で競合する企業が標準規格を実装するという状況を可能にする。
RANDライセンスに基づく標準規格を策定するということは、権利保有者が明示されたRAND条件に従って排他的権利をライセンス供与することを意味する。

## 問題
後になってRAND条件を越える独占権が明らかにされ主張された場合、RAND条件は無効となり、「不当な」使用料が徴収される可能性がある。そのとき、標準化団体は問題となっている部分を除いた新たな標準を策定する以外に対策がほとんどない。例えば、GIFやJPEGといったデファクト標準は、突然持ち上がった特許問題で深刻な損害を被った。
標準化におけるRANDライセンスの微妙な制限として、この用語がライセンスと製品コストの関係に全く言及していない点が挙げられる。例えば医療機器にRANDライセンスが適用される技術を採用すると、明示されたRAND条件によって1台あたりの価格に若干の上乗せがされる。たとえ同じ技術が低価格の一般用機器にも使われていたとしても、RANDライセンス条件（つまり徴収される特許料）が変更されるとは限らない。
RANDライセンスは無料とは限らないため、無料でしかも誰が顧客か把握できない自由ソフトウェアとは相容れない。GPL のようなライセンス条件では、コードの権利保有者が誰にでも無条件でソフトウェア利用を許諾する。特許権などの他の権利は、一般にフリーなライセンスでは考慮されない。そのようなソフトウェアのユーザーがサードパーティから更なる権利を得ようとすれば、自分自身で何とかするしかない。RANDライセンスは権利関係の運用を容易にする可能性はあるが、単にソフトウェアの特定部分のフリー性を否定し、フリーであるとされているけれども料金が徴収されるという状況を生む可能性がある。RANDライセンスに従う部分を含む標準規格から完全にフリーなソフトウェアを提供できるかどうかは、自由ソフトウェアやオープンソースコミュニティの問題である。
「妥当; reasonable」という言葉の解釈は全く自由なので、RANDライセンスを含む標準規格は中小企業を市場から締め出す手段として使われる可能性もある。これにより、数社の大企業が市場を占有する寡占が容易に発生しうる。価格は割高となり、技術的・経済的な停滞を生む可能性が指摘されている。

## 分野ごとの状況
RANDライセンスが有効に働いている分野としては、GSM や UMTS といった携帯電話の標準規格がある。様々な企業が携帯電話機や基地局の製造で競合できる状況が生まれている。これが可能となったのは、オープン標準に基づいていて、かつRANDライセンスによって徴収される特許料が公平であるためである。3GPP などは、これによって激しい価格競争が生まれ、結果的に消費者や携帯電話網運営業者がその恩恵を受けると主張する。これは、一社（クアルコム）が技術とその製造をほぼ完全に制御しているCDMAのような標準と対照的である（W-CDMA 以外）。
GSM の状況と対比されるのが、World Wide Web に関する状況である。World Wide Web Consortium はRANDライセンスに基づく標準化を検討していたが、各方面からの多大な抵抗があり、ロイヤリティフリーなライセンスに方針を決定した。